# Ortowice
Ortowice (dodatkowa nazwa w j. niem. Ortowitz, 1936–45 Rehwalde) – wieś w Polsce położona w województwie opolskim, w powiecie kędzierzyńsko-kozielskim, w gminie Bierawa.
Od 1950 miejscowość administracyjnie należy do województwa opolskiego.

## Części wsi
| SIMC    | Nazwa    | Rodzaj     |
| ------- | -------- | ---------- |
| 0998168 | Stępnica | przysiółek |

Do 1.01.2017 istniał jeszcze przysiółek Korzonek.

## Nazwa
Heinrich Adamy w swoim dziele o nazwach miejscowych na Śląsku wydanym w 1888 roku we Wrocławiu jako najstarsze formy nazwy wymienia - Ortowice oraz Hurty.

## Historia
Pierwsza wzmianka o wsi Ortowice pochodzi z 1604. Od 1791 Ortowice należały do majątku Sławięcic i rozwijały się razem z Kotlarnią jako duży ośrodek przemysłowy.
Od końca XVIII w. wieś posiadała własna pieczęć gminną, na której wizerunku przedstawiono cep w słup.
W 1910 roku 448 mieszkańców mówiło w języku polskim, natomiast 8 posługiwało się językiem niemieckim. W wyborach komunalnych w listopadzie 1919 roku wszystkie 98 głosów oddano na listę polską, zdobywając komplet 8 mandatów. Podczas plebiscytu w 1921 roku we wsi uprawnionych do głosowania było 258 mieszkańców (w tym 29 emigrantów). Za Polską głosowało 168 osób, za Niemcami natomiast 85 osób. Działało tu gniazdo Towarzystwa Gimnastycznego „Sokół”. W Ortowicach toczyły się walki w ramach III powstania śląskiego. Po ciężkich walkach 7 maja wieś została zdobyta przez pułk zabrski Pawła Cymsa.

## Komunikacja
Jest zlokalizowany przystanek autobusowy PKS z którego można dojechać do Gliwic i Kędzierzyna.
Przez Ortowice przechodzi droga wojewódzka: 408.

## Galeria

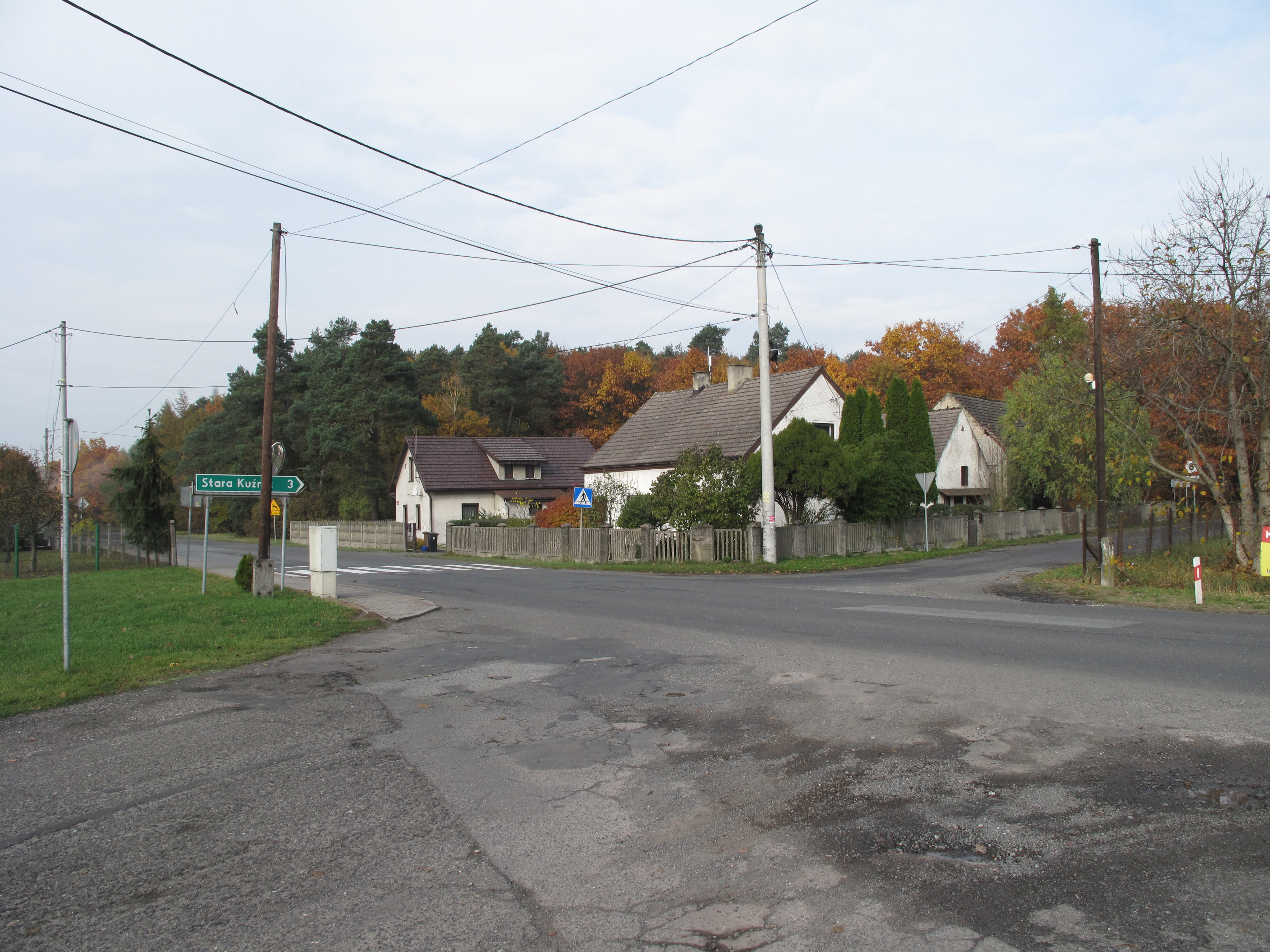
Ulica
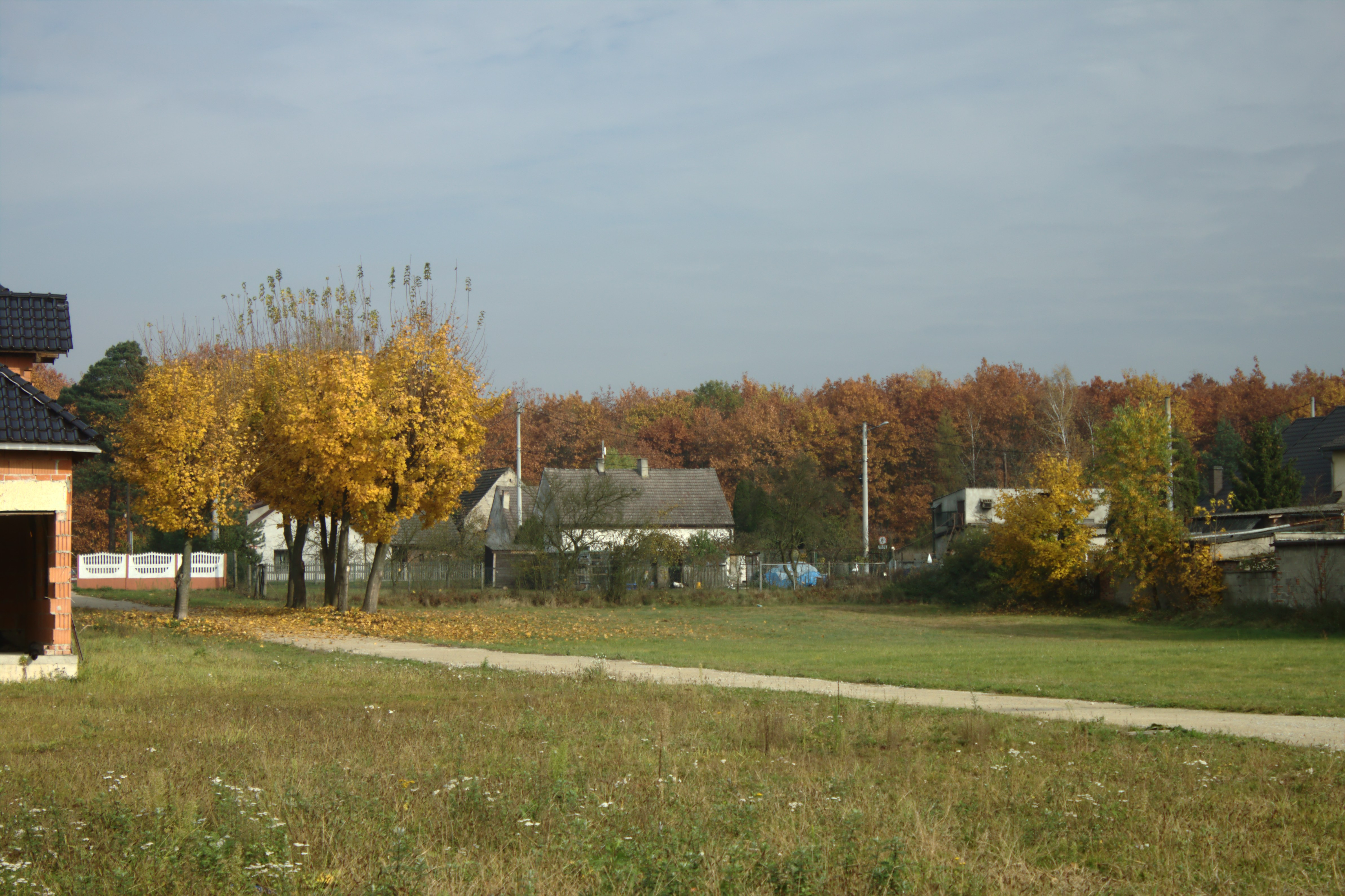
Łąka
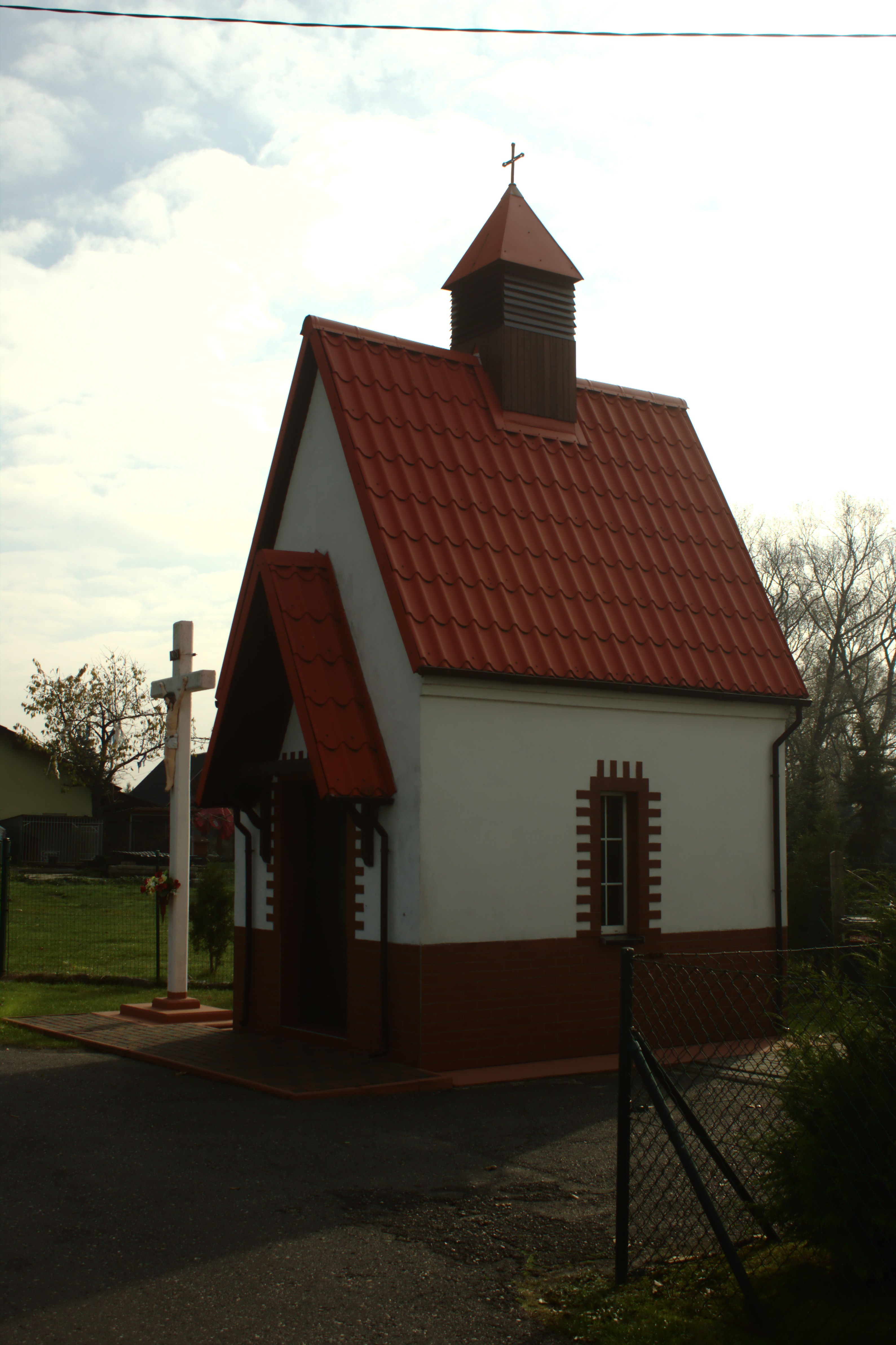
Kaplica